# Thomas H. Blake
Thomas Holdsworth Blake (* 14. Juni 1792 im Calvert County, Maryland; † 28. November 1849 in Cincinnati, Ohio) war ein US-amerikanischer Jurist und Politiker. Zwischen 1827 und 1829 vertrat er den Bundesstaat Indiana im US-Repräsentantenhaus.

## Werdegang
Thomas Blake war der Sohn von James H. Blake (1768–1819), der zwischen 1813 und 1817 Bürgermeister von Washington, D.C. war. Er besuchte die öffentlichen Schulen seiner Heimat. Danach studierte er in Washington Jura. Als Mitglied der Miliz der Bundeshauptstadt nahm er im Jahr 1814 an der Schlacht bei Bladensburg teil. Später zog er zunächst nach Kentucky und dann nach Indiana, wo er in Terre Haute als Rechtsanwalt praktizierte. Danach war er Staatsanwalt und Richter am dortigen Bezirksgericht. Von 1817 bis 1818 war er als Nachfolger von William Hendricks Bundesstaatsanwalt für den Distrikt von Indiana. Später gab er seine juristischen Tätigkeiten auf, um anderen Geschäften nachzugehen.
Politisch war Blake in den 1820er Jahren ein Anhänger von Präsident John Quincy Adams. Ende des Jahrzehnts wurde er Mitglied der kurzlebigen National Republican Party. Vor seiner Zeit als Kongressabgeordneter saß Blake im Repräsentantenhaus von Indiana. Bei den Kongresswahlen des Jahres 1826 wurde er im ersten Wahlbezirk von Indiana in das US-Repräsentantenhaus in Washington gewählt, wo er am 4. März 1827 die Nachfolge von Ratliff Boon antrat. Da er im Jahr 1828 nicht bestätigt wurde, konnte er bis zum 3. März 1829 nur eine Legislaturperiode im Kongress absolvieren. Diese war von den Diskussionen zwischen Anhängern und Gegnern von Andrew Jackson geprägt.
Zwischen 1842 und 1845 war Blake mit der Leitung der Katasterbehörde (Land Office) betraut. Später war er Präsident der Wabash & Erie Canal Co. Im Jahr 1849 reiste er im Auftrag seines Staates als Finanzagent nach England. Auf dem Rückweg starb er am 28. November 1849 in Cincinnati. Er wurde in Terre Haute beigesetzt.